# Ráng ổ phụng
Ráng ổ phụng (danh pháp hai phần: Asplenium nidus), là một loài thực vật có mạch trong họ Can xỉ Aspleniaceae. Loài này được L. miêu tả khoa học đầu tiên năm 1753.

## Phân bố tự nhiên
Ráng đuôi phụng có nguồn gốc từ miền đông nhiệt đới châu Phi (ở Tanzania, bao gồm Quần đảo Zanzibar); Châu Á vùng ôn đới và nhiệt đới (ở Indonesia; Đông Timor; đảo Kyushu và quần đảo Ryukyu của Nhật Bản; Malaysia; Philippines; Đài Loan và Thái Lan) và ở Australasia (ở phía bắc của Queensland).

## Môi trường sống
Ráng đuôi phụng là dạng thực vật biểu sinh hoặc mọc trên đất, nhưng luôn phát triển trên chất hữu cơ. Loại dương xỉ này thường sống trên các cây cọ, nơi nó thu thập nước và mùn trong lá dạng hoa hồng. Loài cây này phát triển mạnh ở những khu vực ấm áp, ẩm ướt trong bóng râm một phần hoặc hoàn toàn. Nó không ưa ánh nắng trực tiếp và thích ở trong bóng râm đầy đủ trên giá thể quay mặt về phía bắc.

## Hình ảnh

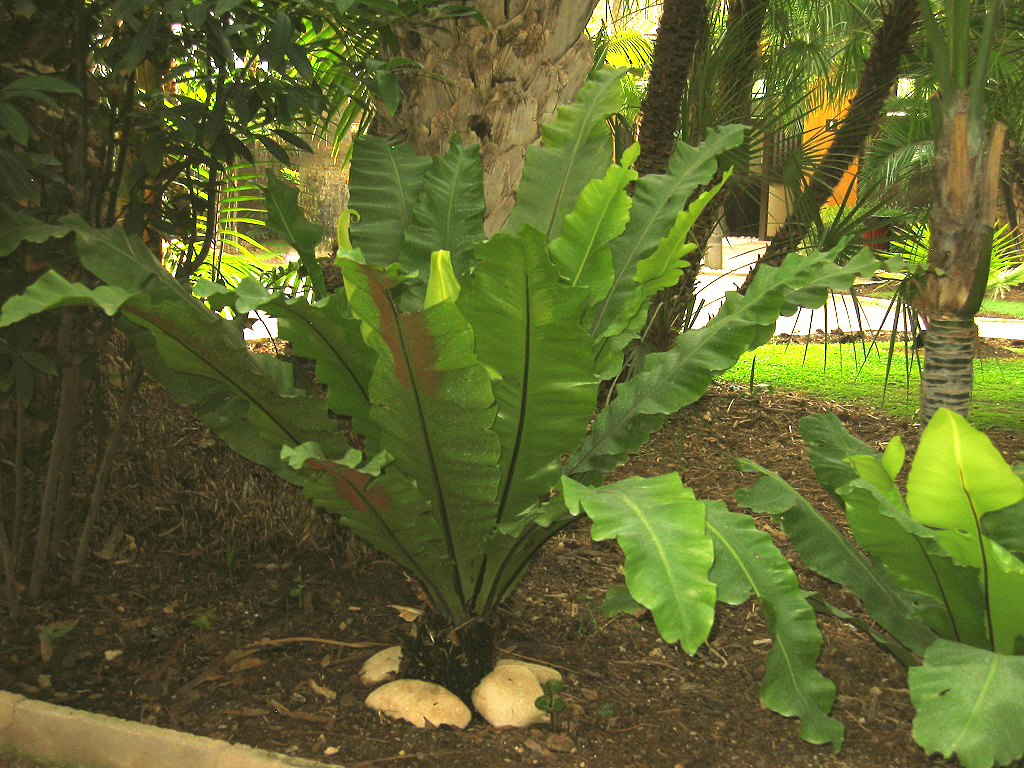
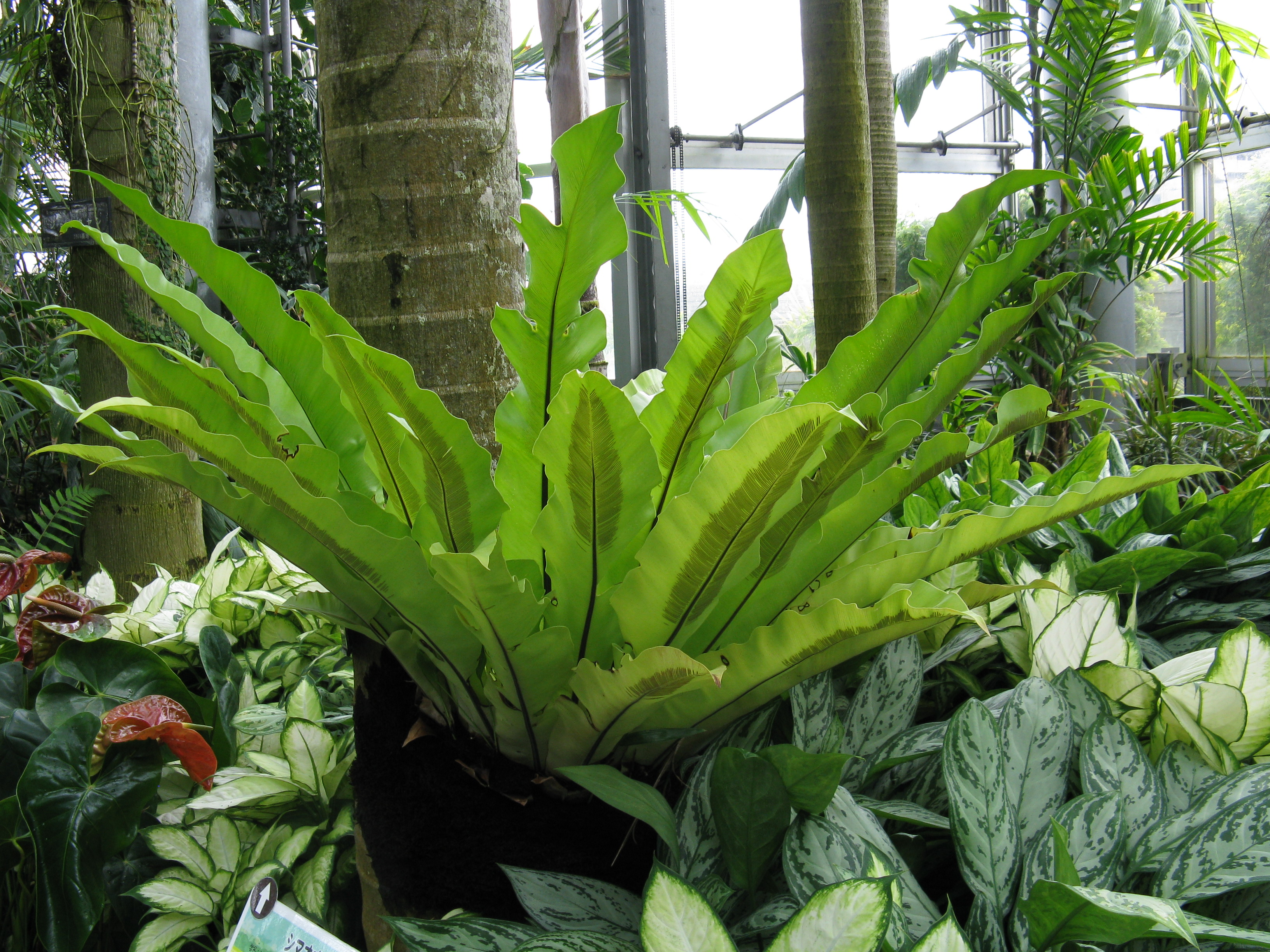
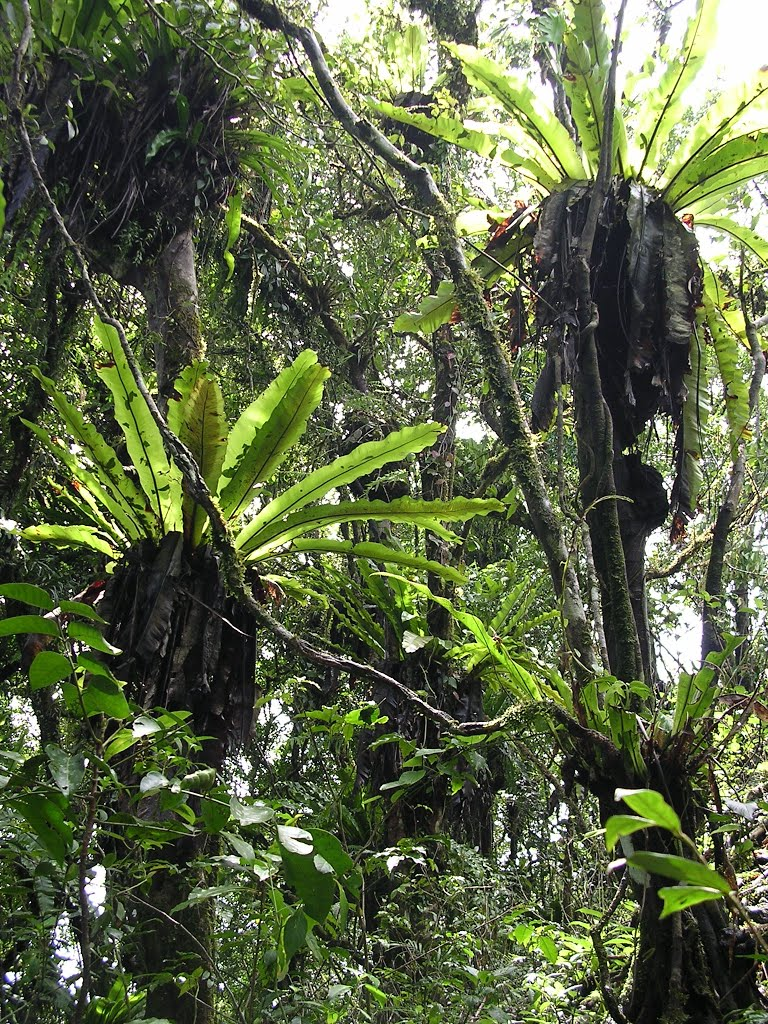
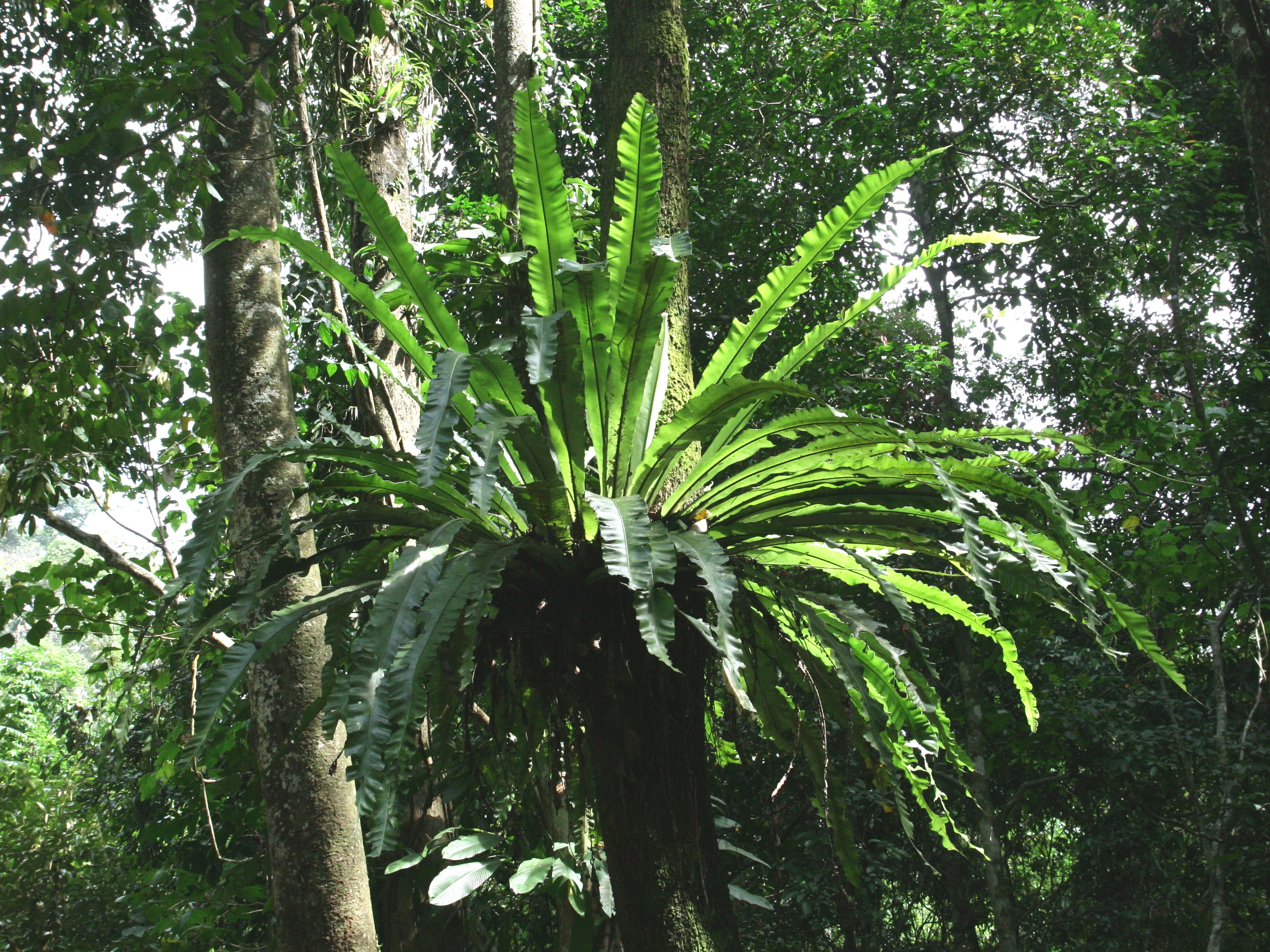